# Giovanni Migliorati
Giovanni Migliorati (Sulmona, 1375/1380 – Bologna, 16 ottobre 1410) è stato un cardinale italiano.

## Biografia
Era figlio di Niccolò Migliorati e ottenne il dottorato in diritto canonico. Visse gli anni difficili dello scisma d'Occidente, che vide la cristianità di rito latino divisa dapprima in due e poi in tre papati.
Il 15 settembre 1400 papa Bonifacio IX lo nominò arcivescovo di Ravenna, succedendo allo zio, il futuro papa Innocenzo VII. Come era abituale all'epoca, sembra non abbia mai risieduto nella sua sede.
Fu creato cardinale dallo zio Innocenzo VII, con il titolo di Santa Croce in Gerusalemme, nel concistoro del 12 giugno 1405, mantenendo in amministrazione la sede di Ravenna fino alla morte.
Fu tra i cardinali promotori del concilio di Pisa, con il quale il collegio cardinalizio cercò di porre fine allo scisma d'Occidente, ma che invece non fece che aggravare le divisioni all'interno della cristianità occidentale. Partecipò al conclave del 1406, che elesse papa Gregorio XII e ai conclavi che elessero gli antipapi dell'obbedienza pisana Alessandro V e Giovanni XXIII.
Morì a Bologna il 16 ottobre 1410 e venne sepolto nella cattedrale di Ravenna.

## Genealogia episcopale
La genealogia episcopale è:
- Vescovo Bartolomeo Petri, O.F.M.
- Vescovo Bartolomeo Raimondi, O.S.B.
- Cardinale Giovanni Migliorati

## Ascendenza
|                     |   |   | Genitori |  |  | Nonni |  |  | Bisnonni         |  |  | Trisnonni          |  |
|                     |   |   |          |  |  |       |  |  | Adamo Migliorati |  |  | Gentile Migliorati |  |
|                     |   |   |          |  |  |       |  |  | Adamo Migliorati |  |  | Gentile Migliorati |  |
|                     |   | … |          |  |  |       |  |  | Adamo Migliorati |  |  |                    |  |
| Gentile Migliorati  |   |   |          |  |  |       |  |  | Adamo Migliorati |  |  |                    |  |
|                     |   | … | …        |  |  |       |  |  |                  |  |  |                    |  |
|                     |   | … | …        |  |  |       |  |  |                  |  |  |                    |  |
|                     |   | … | …        |  |  |       |  |  |                  |  |  |                    |  |
| Niccolò Migliorati  |   | … |          |  |  |       |  |  |                  |  |  |                    |  |
|                     |   | … | …        |  |  |       |  |  |                  |  |  |                    |  |
|                     |   | … | …        |  |  |       |  |  |                  |  |  |                    |  |
|                     |   | … | …        |  |  |       |  |  |                  |  |  |                    |  |
| Mascia Oderisi      |   | … |          |  |  |       |  |  |                  |  |  |                    |  |
|                     |   | … | …        |  |  |       |  |  |                  |  |  |                    |  |
|                     |   | … | …        |  |  |       |  |  |                  |  |  |                    |  |
|                     |   | … | …        |  |  |       |  |  |                  |  |  |                    |  |
| Giovanni Migliorati |   | … |          |  |  |       |  |  |                  |  |  |                    |  |
|                     | … | … |          |  |  |       |  |  |                  |  |  |                    |  |
|                     | … | … |          |  |  |       |  |  |                  |  |  |                    |  |
|                     | … | … |          |  |  |       |  |  |                  |  |  |                    |  |
| …                   | … |   |          |  |  |       |  |  |                  |  |  |                    |  |
|                     |   | … | …        |  |  |       |  |  |                  |  |  |                    |  |
|                     |   | … | …        |  |  |       |  |  |                  |  |  |                    |  |
|                     |   | … | …        |  |  |       |  |  |                  |  |  |                    |  |
| …                   |   | … |          |  |  |       |  |  |                  |  |  |                    |  |
|                     |   | … | …        |  |  |       |  |  |                  |  |  |                    |  |
|                     |   | … | …        |  |  |       |  |  |                  |  |  |                    |  |
|                     |   | … | …        |  |  |       |  |  |                  |  |  |                    |  |
| …                   |   | … |          |  |  |       |  |  |                  |  |  |                    |  |
|                     |   | … | …        |  |  |       |  |  |                  |  |  |                    |  |
|                     |   | … | …        |  |  |       |  |  |                  |  |  |                    |  |
|                     |   | … | …        |  |  |       |  |  |                  |  |  |                    |  |
|                     |   | … |          |  |  |       |  |  |                  |  |  |                    |  |